# Abies fanjingshanensis
Abies fanjingshanensis ist eine Pflanzenart aus der Gattung der Tannen (Abies) in der Familie der Kieferngewächse (Pinaceae). Sie kommt endemisch in der chinesischen Provinz Guizhou vor. Der gesamte Bestand der Art besteht aus nur rund 250 Bäumen.

## Beschreibung
Abies fanjingshanensis wächst als immergrüner Baum, der Wuchshöhen von bis zu 20 Metern und Brusthöhendurchmesser von bis zu 65 Zentimetern erreichen kann. Die Borke ist dunkelgrau gefärbt. Junge Zweige haben eine rotbraune Rinde, die ab dem zweiten oder dritten Jahr dunkler wird.
Die geraden und unsymmetrischen Nadeln werden 1,4 bis 3 Zentimeter lang und 2 bis 3 Millimeter breit. An der Nadelunterseite findet man zwei Stomatabänder. An der Zweigoberseite stehen die Nadeln radial oder aufsteigend, während sie an den Zweigunterseiten in zwei Reihen kammförmig angeordnet sind.
Die kurz gestielten, zylindrischen Zapfen werden 5 bis 6 Zentimeter lang und rund 4 Zentimeter dick. Die purpurbraune Färbung der unreifen Zapfen geht zur Reife hin in eine dunkelbraune Färbung über. Die etwas zusammengepressten, annähernd ovalen Samen werden rund 8 Millimeter groß. Sie besitzen einen breiten, dreieckigen Flügel, der rund 7 Millimeter groß wird.

## Verbreitung und Standort
Das natürliche Verbreitungsgebiet von Abies fanjingshanensis liegt in Jiangkou in der chinesischen Provinz Guizhou. Dort kommt sie nur an den Nordhängen des Fanjingshan in Höhenlagen von 2100 bis 2350 Metern vor.
Die Art bildet Mischbestände mit Acer flabellatum, Enkianthus chinensis, der Japanischen Blütenkirsche (Prunus serrulata), Rhododendron hypoglaucum sowie mit der Taiwan-Hemlocktanne (Tsuga chinensis).

## Systematik
Abies fanjingshanensis wird innerhalb der Gattung der Tannen (Abies) der Sektion Pseudopicea und der Untersektion Delavayianae zugeordnet. Die Erstbeschreibung durch W.L. Huang, Tu et Fang in Acta Phytotax. Sin. 22 erfolgte 1984. Die Art ist eng mit Farges Tanne (Abies fargesii) verwandt und wurde früher als eine Varietät dieser Art angesehen.

## Gefährdung und Schutz
In der Roten Liste der IUCN wird Abies fanjingshanensis als „stark gefährdet“ geführt. Es wird jedoch darauf hingewiesen, dass eine erneute Überprüfung der Gefährdung nötig ist. In freier Natur gibt es nur rund 250 Bäume, welche in einem schwer zugänglichen Gebiet wachsen.